# Sympistis youngi
Sympistis youngi là một loài bướm đêm thuộc họ Noctuidae. Nó được tìm thấy ở Bắc Mỹ.
Sải cánh dài khoảng 35 mm.